# Rosenovo
Rosenovo (bulgariska: Росеново) är ett distrikt i Bulgarien.   Det ligger i kommunen Obsjtina Dobritj-Selska och regionen Dobritj, i den nordöstra delen av landet, 400 km öster om huvudstaden Sofia.
Trakten runt Rosenovo består till största delen av jordbruksmark. Runt Rosenovo är det ganska tätbefolkat, med 96 invånare per kvadratkilometer.